# Aduana Stars
Aduana Stars FC este un club de fotbal din Ghana cu sediul în Dormaa Ahenkro, parte din regiunea Bono. Clubul concurează în prezent în Premier League.